# Onthophagus orphnoides
Onthophagus orphnoides är en skalbaggsart som beskrevs av Bates 1887. Onthophagus orphnoides ingår i släktet Onthophagus och familjen bladhorningar. Inga underarter finns listade i Catalogue of Life.